# Mały Chingan
Mały Chingan (chiń. 小兴安岭 pinyin Xiǎo Xīng’ān Lǐng; ros.: Малый Хинган) – góry w północno-wschodnich Chinach i częściowo w Rosji, oddzielające Nizinę Mandżurską od doliny środkowego Amuru. Rozciągają się na długości ok. 600 km. Najwyższym szczytem jest Pingding Shan (1429 m n.p.m.). Połączone z Wielkim Chinganem poprzez pasmo Yilehuli Shan.
Są to stare góry, zbudowane ze skał krystalicznych, z występującymi jednak miejscami śladami działalności wulkanicznej. Wypiętrzone i sfałdowane w orogenezie hercyńskiej, wypiętrzone blokowo w okresie ruchów jenszańskich (mezozoik).
Mały Chingan jest na ogół silnie zalesiony. Góry pokrywają lasy zwane "tajgą ussuryjską". Są to lasy mieszane, odznaczające się dużym bogactwem gatunków (sosna koreańska, dąb mongolski, orzech mandżurski i inne) i bardzo silnie rozwiniętym podszyciem. Występowanie roślin zbliżonych do lian powoduje trudną dostępność tych lasów. Tajga tej części Mandżurii należy do najważniejszych obszarów leśnych w Chinach.
We wschodniej części eksploatowane są złoża węgla kamiennego; największym ośrodkiem wydobywczym w regionie jest miasto Hegang. Na północy, w górskich rzekach, prowadzi się wydobycie złota aluwialnego.
Po stronie rosyjskiej, na zboczach gór, znajduje się Rezerwat Chingański.